# E. O. Fallis
Edward Oscar Fallis (Lagro, 8 de junio de 1851-Toledo, abril de 1927), a menudo conocido como E. O. Fallis, fue un arquitecto estadounidense de Toledo que desarrolló la mayor parte de su carrera profesinal en el Nordeste de Estados Unidos. Entre sus obras más destacadas se encuentran ocho palacios de justicia en los estados de Ohio, Indiana, Míchigan, Illinois y Kansas.

## Obras escogidas
Varias de sus obras figuran en el Registro Nacional de Lugares Históricos (NRHP) de los Estados Unidos.
- Primera Iglesia de Cristo, Científica, 2704 Monroe St. Toledo (Fallis, EO; Yost &amp; Packard ), listada en el NRHP.[1]
- Una o más obras en el distrito histórico de Fountain City, delimitadas aproximadamente por Butler, Lynn, W. Wilson, Center, Portland y Beech Sts. Bryan (Fallis, EO), listado en el NRHP.[1]
- Benjamin F. Kerr House, 17605 Beaver St. Grand Rapids (Fallis, Edward O.), listado en el NRHP.[1]
- Palacio de Justicia del Condado de Lenawee, 309 N. Main St. Adrian (Fallis, Edward O.), listado en el NRHP.[1]
- Palacio de Justicia del Condado de Noble, Courthouse Sq. Albion (EO Fallis & Co.), listado en el NRHP.[1]
- Palacio de Justicia del Condado de Paulding, Courthouse Sq. Paulding (Fallis, EO & Co.), listado en el NRHP.[1]
- Valentine Theatre, 405-419 Saint Clair y 402-412 Adams Toledo (Fallis, Edward Oscar), listado en el NRHP.[1]
- Palacio de Justicia del Condado de Williams, Main y High Sts. Bryan (Fallis, EO), listado en el NRHP.[1]
- Hogar y enfermería del condado de Wood, N de Bowling Green en 13660 County Home Rd. Bowling Green (Fallis, EO), listado en el NRHP.[1]
- Nasby Building, Madison Av y Huron St Toledo.[2]

## Galería

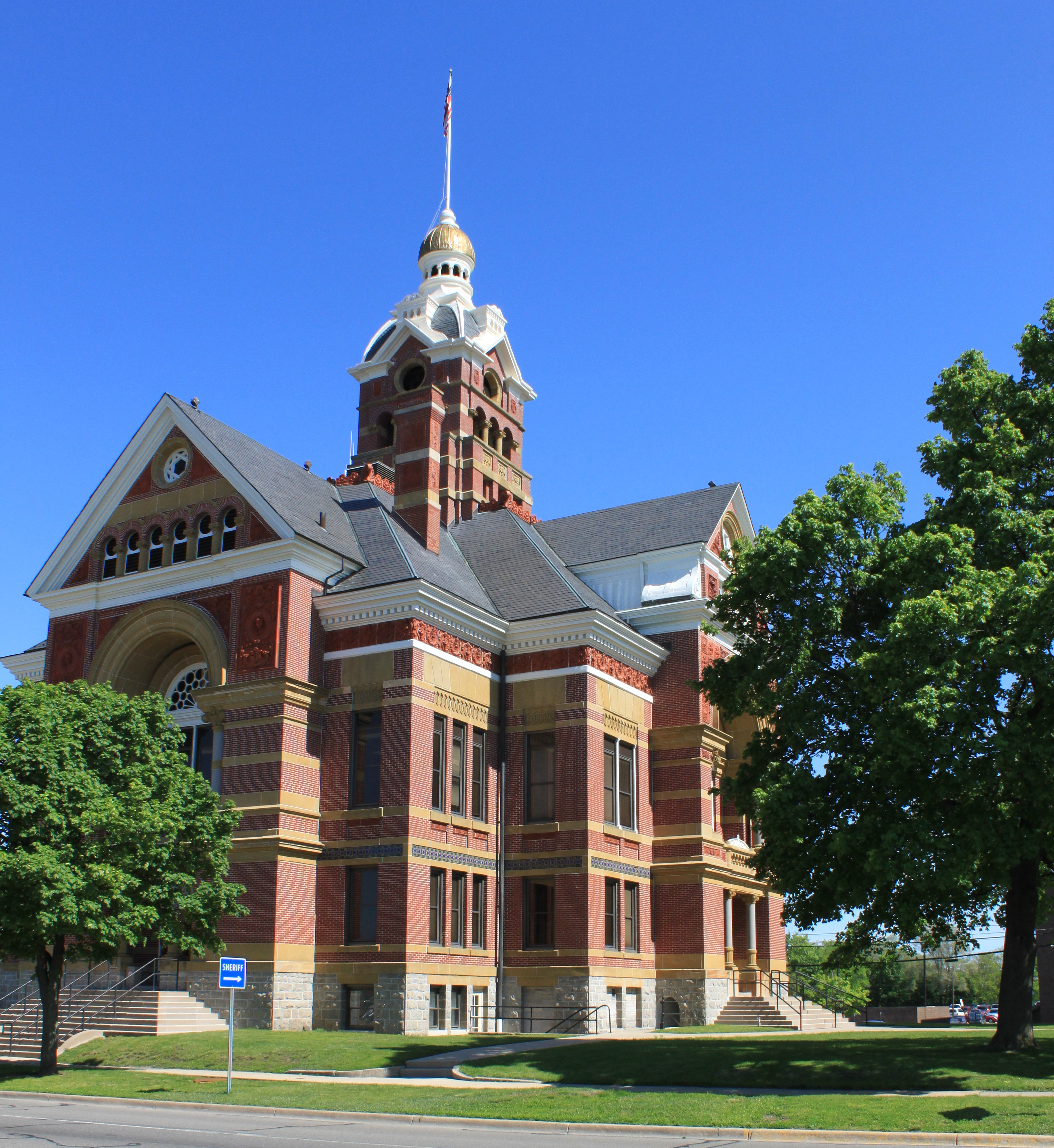
Palacio de Justicia del Condado de Paulding
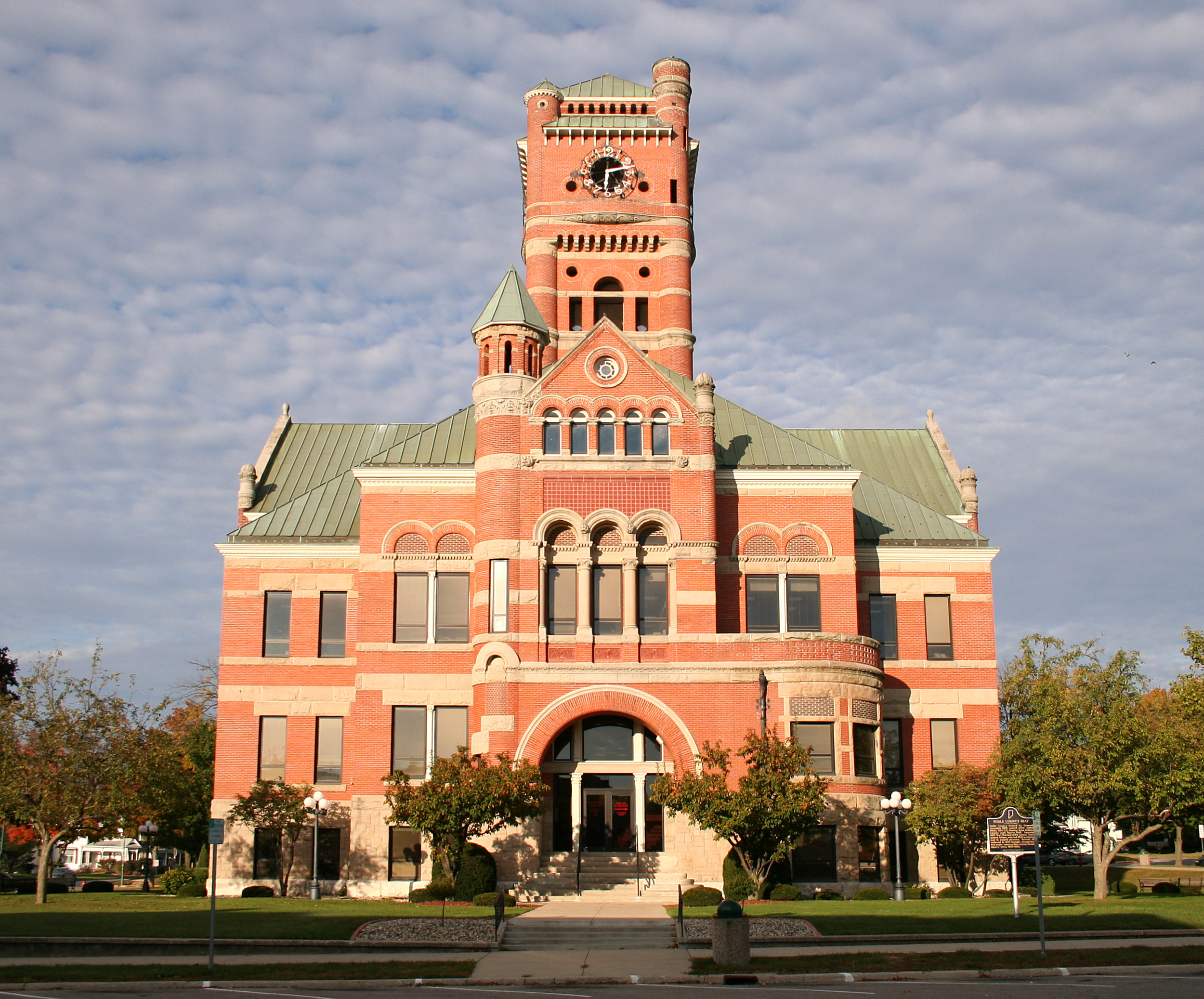
Palacio de Justicia del Condado de Noble
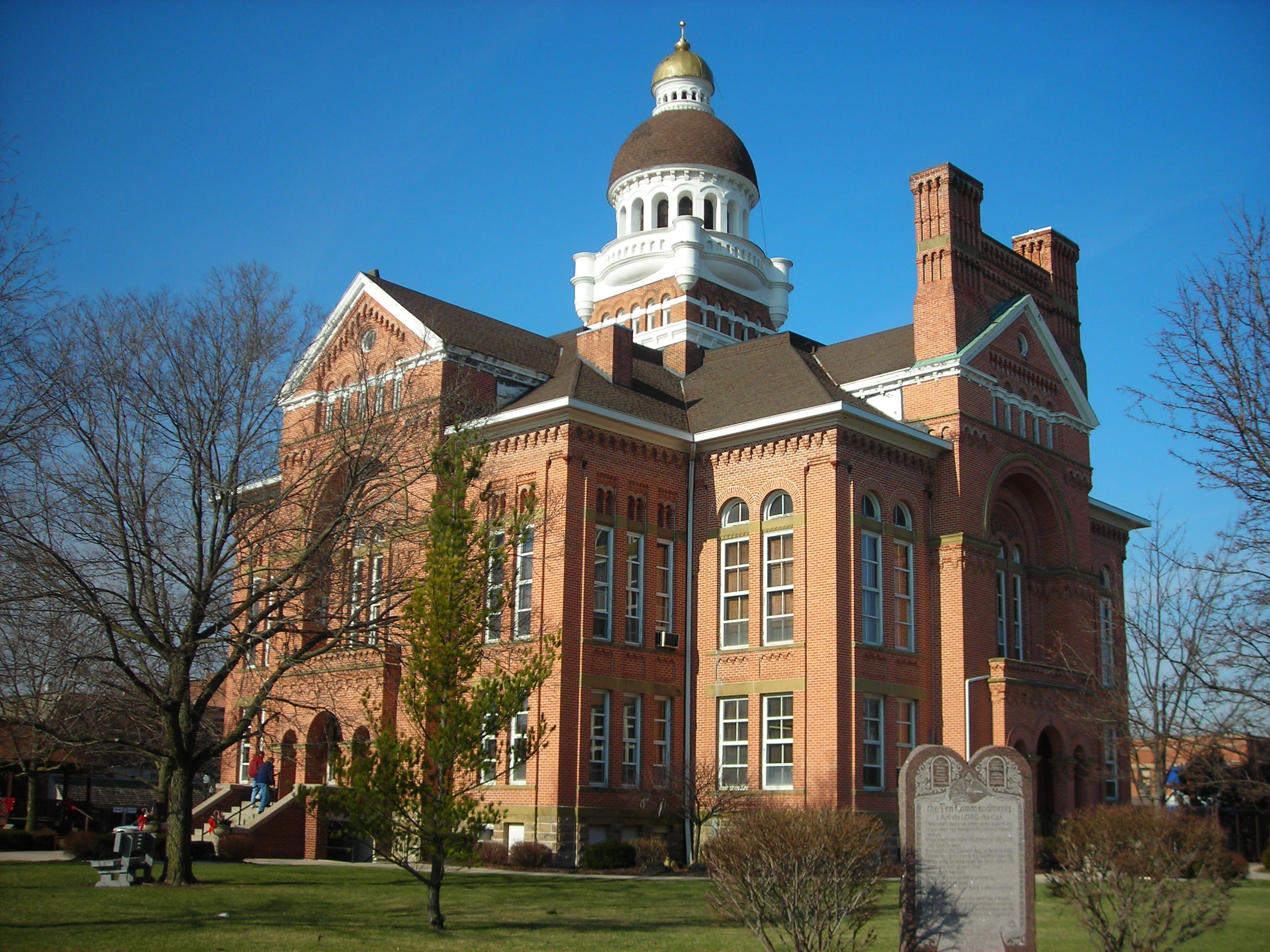
Palacio de Justicia del Condado de Lenawee